# John Grant (Schriftsteller, 1949)
John Grant (eigentlich Paul le Page Barnett; geboren am 22. November 1949 in Aberdeen, Schottland; gestorben am 3. Februar 2020 in Hewitt, New Jersey) war ein schottischer Autor und Herausgeber von Science-Fiction, Fantasy und Sachbüchern. Zusammen mit John Clute war er Herausgeber der mehrfach ausgezeichneten Encyclopedia of Fantasy. Er ist der Autor von über 70 Büchern, die überwiegend unter seinem Pseudonym John Grant erschienen. Neben seinem wirklichen Namen Paul Barnett verwendete er auch mehrfach das Pseudonym Eve Devereux.

## Leben
Barnett besuchte von 1955 bis 1963 das Robert Gordon’s College in Aberdeen und danach von 1963 bis 1967 die Strathallan School in Forgandenny. Von 1967 bis 1968 studierte er am King’s College und am University College in London. Von 1969 bis 1980 arbeitete er als Lektor und Redakteur in verschiedenen Verlagen, nämlich Frederick Muller in London (1969–1975), Elsevier International Projects in Oxford (1976–1977), David & Charles in Newton Abbot (1978–1980) und Webb and Bower in Exeter (1980). Von da an war er freiberuflicher Schriftsteller und Herausgeber.
Barnett war ab 1974 mit Sarah Campbell Stewart verheiratet und hat mit ihr eine Tochter. Ab 1999 lebte er in den USA.
Während seiner Zeit bei David & Charles gab Grant 1979 die Anthologie Aries 1 heraus, die seine erste veröffentlichte Kurzgeschichte enthielt, MT (and hence to be filled) (unter dem Pseudonym Eve Devereux). Sein erster Roman The Truth About the Flaming Ghoulies (1983) ist eine SF-Humoreske über eine Rockband, die aus Androiden besteht, wie sich herausstellt. Auch die beiden folgenden Romane sind parodistisch. Sex Secrets of Ancient Atlantis (1985), macht sich über Pseudowissenschaft im Allgemeinen und Atlantistheorien im Besonderen lustig. Earthdoom! (1987, mit David Langford) ist eine Parodie auf das apokalyptische Subgenre in der Science-Fiction.
Zu Grants belletristischen Arbeiten gehört ein Romanzyklus aus der Welt der Lone-Wolf-Spielbücher von Joe Dever, die zwei Bände Space Opera der Strider Chronicles, die er als Paul Barnett schrieb, und vor allem die beiden lose gekoppelten Fantasy-Romane Albion (1991) und The World (1992), die als seine ambitioniertesten Arbeiten gelten. In Albion strandet der Protagonist in einer fluktuierenden Welt ohne Langzeitgedächtnis, in der nicht nur die Bewohner sich nicht an ihre Existenz vom Vortag erinnern können, sondern auch die Welt als Ganzes unvorhersehbarem Wandel unterworfen ist. Dies wird in The World noch weitergeführt. Der Roman beschreibt ein Multiversum, in dem fiktive und „wirkliche“ Welten sich beständig überschneiden und miteinander verschmelzen und jede Gewissheit aufgehoben scheint. Grant überschreitet hier deutlich die Grenzen konventioneller Fantasy und zeigt auch sonst eine besondere Neigung zu Slipstream und Genre-Crossover, zum Beispiel in The City in These Pages (2008), das einerseits kosmologische Fantasy ist, andererseits eine Hommage an die 87th Precinct-Krimireihe von Ed McBain.
Die Auseinandersetzung mit pseudowissenschaftlichem Unfug, Verschwörungstheorien und politisch motivierten Realitätsverdrehungen macht einen erheblichen und seit Mitte der 2000er einen überwiegenden Teil von Grants Sachbüchern aus. In diese Gruppe gehören:
- Corrupted Science : Fraud, Ideology, and Politics in Science (2007, überarbeitet 2017)
- Bogus Science : Ideas That Fool Some of the People All of the Time (2009)
- Denying Science : Conspiracy Theories, Media Distortions, and the War Against Reality (2011)
- Debunk It! : How to Stay Sane in a World of Misinformation (2014)
- Bullsh*t : How to Detect Junk Science, Bogus Claims, Whacky Theories, and General Human Stupidity (2014)
- Spooky Science : Debunking the Pseudoscience of the Afterlife (2015)

In Zusammenhang damit stehen auch seine Bücher zu Seitenwegen der Wissenschaft, beginnend mit A Directory of Discarded Ideas (1981), zugleich Grants erste lexikografische Arbeit. Der Bereich der Lexikografie ist es auch, in dem Grant vorwiegend Anerkennung fand, vor allem mit der Encyclopedia of Fantasy (1997), für die er mit Hugo Award, Locus Award und weiteren Preisen ausgezeichnet wurde. Bei der zweiten Auflage der Encyclopedia of Science Fiction war Grant technischer Herausgeber und bereitete die Umwandlung zum Online-Lexikon vor. Weitere Lexika Grants sind Encyclopedia of Walt Disney’s Animated Characters (1987), The Encyclopedia of Fantasy and Science Fiction Art Techniques (1996) zusammen mit dem Comic-Künstler und Illustrator Ron Tiner und zuletzt A Comprehensive Encyclopedia of Film Noir (2013). Ein weiterer Schwerpunkt von Grants Arbeit waren Science-Fiction- und Fantasy-Künstler und -Illustratoren. Hierher gehört neben dem genannten Lexikon der SF&F-Kunsttechniken sein Werk über die Preisträger des Chesley Award, zu denen er seit 2002 selbst gehört. Mit The Chesley Awards for Science Fiction & Fantasy Art gewann er 2004 seinen zweiten Hugo. Außerdem ist Grant Autor mehrerer Bücher über einzelne Künstler.

## Auszeichnungen
- 1998: Hugo Award, Locus Award, World Fantasy Award und Mythopoeic Award für The Encyclopedia of Fantasy mit John Clute
- 1999: Eaton Award für The Encyclopedia of Fantasy mit John Clute
- 2002: Chesley Award als bester Artdirector
- 2004: Hugo Award für The Chesley Awards for Science Fiction & Fantasy Art : A Retrospective mit Elizabeth L. Humphrey und Pamela D. Scoville

## Bibliografie
Die Serien sind nach dem Erscheinungsjahr des ersten Teils geordnet.
The Legends of Lone Wolf (mit Joe Dever)
- 1 Eclipse of the Kai (1989)
- 2 The Dark Door Opens (1989)
- 3 The Sword of the Sun (1989, auch in zwei Teilen als The Tides of Treachery und The Sword of the Sun, 1991)
- 4 Hunting Wolf (1990)
- 5 The Claws of Helgedad (1991)
- 6 The Sacrifice of Ruanon (1991)
- 7 The Birthplace (1992)
- 8 The Book of the Magnakai (1992)
- 9 The Tellings (1993)
- 10 The Lorestone of Varetta (1994)
- 11 The Secret of Kazan-Oud (1994)
- 12 The Rotting Land (1995)
- The Legends of Lone Wolf Omnibus (1992, Sammelausgabe von 1 und 2)
- Legends of Lone Wolf Omnibus 1 (2011, Sammelausgabe von 1–3)
- Legends of Lone Wolf Omnibus 2 (2013, Sammelausgabe von 4–6)
- Legends of Lone Wolf Omnibus 3 (2013, Sammelausgabe von 7 und 8)

Albion
- Albion (1991)
- The World (1992)

The Strider Chronicles (auch als Paul Barnett)
- 1 Strider’s Galaxy (1997)
- 2 Strider’s Universe (1998)

Dragonhenge (Kurzgeschichten)
- 1 Dragonhenge (2002)
- 2 The Stardragons (2005)

Romane
- The Truth About the Flaming Ghoulies (1983)
- Sex Secrets of Ancient Atlantis (1985)
- Earthdoom! (1987, mit David Langford)
- Dr. Jekyll & Mr. Hyde (1993, Nacherzählung für Jugendliche)
- The Hundredfold Problem (1994, Judge Dredd #7)
- Frankenstein (1995, Nacherzählung für Jugendliche)
- The Far-Enough Window or The Reclaiming of Fairyland (2002)
- Qinmeartha and The Girl Child LoChi (2002)
- The Hundredfold Problem (2003)
- Sex Secrets of Ancient Atlantis (2004)
- The Dragons of Manhattan (2005)
- Guts : A Comedy of Manners (2005, mit David Langford)
- Leaving Fortusa (2008)
- The City In These Pages (2008)
- Has Anyone Here Seen Kristie? (2011)
- The Lonely Hunter (2012)

Sammlungen
- Take No Prisoners (2004)
- Tell No Lies (2014)

Kurzgeschichten
- MT (and hence to be filled) (1979, als Eve Devereux)
- Marooned (1980)
- Queen of the Skies (1980)
- Return of the Warriors (1980)
- When All Else Fails (1983)
- On and on and on and on and… (1988)
- The Machine It Was That Cried (1990)
- Word-Processor (1990, als Eve Devereux)
- History Book : A Thog the Mighty Text (1994)
- The Glad Who Sang a Mermaid in from the Probability Sea (1995)
- Beast (1997, als Paul Barnett)
- Imogen (1997, als Paul Barnett)
- All the Best Curses Last for a Lifetime (1997)
- Now, Just Wait a Second (1999)
- A Case of Four Fingers (2001)
- Snare (2001)
- Mouse (2001)
- A Golden Age (2002)
- I Could Have a General Be / In the Bright King’s Arr-umm-ee (2002)
- Wooden Horse (2002)
- MeTopia (2002)
- No Solace for the Soul in Digetopia (2003)
- A Lean and Hungry Look (2004)
- Coma (2004)
- Has Anyone Here Seen Kristie (2004)
- How I Slept with the Queen of China (2004)
- Sheep (2004)
- The Dead Monkey Puzzle (2004)
- Q (2004)
- The Hard Stuff (2005)
- H––––’s Last Case (2005)
- The Thirty-Million Day Dance Card (2006)
- The Unforbidden Playground (2006)
- Lives (2007)
- Always More Than You Know (2008)
- All the Little Gods We Are (2008)
- The City in These Pages (2008)
- Will the Real Veronica LeBarr Please Stand Down? (2008)
- Beach of the Drowned (2009)
- Breaking Laws (2009)
- Where Shadows Go at Low Midnight (2010)
- Baited Breath (2010)
- Only One Ghost (2010)
- The Lonely Hunter (2012)
- Memoryville Blues (2013)
- I’m Running (2013)
- Buzz Off (2013)
- The Girl Who Was Ugly (2013)
- His Artist Wife (2014)
- Ghost Story (2014)
- Benjy’s Birthday (2014)
  - Deutsch: Benjys Geburtstag. In: Spektrum der Wissenschaft, Dezember 2014.
- Little Helpers (2015)
- Chasing Charlemagne (2015)
- Everything Finishes (2016)
- The Second Runner (2016)
- Stained Glass (2016)
- The Law of Conservation of Data (2017)
- Too Late (2018)

Anthologien
- Aries 1 (1979)
- The Book of Time (1980, mit Colin Wilson)
- The Directory of Possibilities (1981, mit Colin Wilson)
- Strange Pleasures 2 (2003, mit Dave Hutchinson)
- New Writings in the Fantastic (2007)

Sachliteratur
- A Directory of Discarded Ideas : An Absorbing and Hilarious A–Z of Lunacies and Curios (1981)
- A Book of Numbers (1982)
- Dreamers : A Geography of Dreamland (1983)
- The Depths of Cricket (1986)
- Encyclopedia of Walt Disney’s Animated Characters (1987)
- The Advanced Trivia Quizbook (1987)
- Great Mysteries (1988)
- An Introduction to Viking Mythology (1989)
- The Great Unsolved Mysteries of Science (1989)
- Unexplained Mysteries of the World (1991, Sammelausgabe von Great Mysteries und Great Unsolved Mysteries of Science)
- Book of World Flags (1992, als Eve Devereux)
  - Deutsch: Flaggenbuch : Ein Handbuch zur Geschichte und Bedeutung der Flaggen aller Länder, ihrer Mitglieder und dazugehörige Gebiete : Stand 1992 einschließlich aller GUS-Länder. Gondrom, Bindlach 1992, ISBN 3-8112-1116-1.
- Monsters (1992, auch als Monster Mysteries, mit Ron Tiner, als Armytage Ware)
- Conjuring Tricks (1992, mit Ron Tiner, als Armytage Ware)
- Juggling and Feats of Dexterity (1992, mit Ron Tiner, als Armytage Ware)
- Card Games (1992, mit Ron Tiner, als Armytage Ware)
- Parlour Games (1992, mit Ron Tiner, als Armytage Ware)
- Practical Jokes (1993, mit Ron Tiner, als Freddie Duff-Ware)
- The Ultimate Card Trick Book (1994, als Eve Devereux)
- The Encyclopedia of Fantasy and Science Fiction Art Techniques (1996, mit Ron Tiner)
- Cosset Your Cat : How to Pamper Your Pussy Cat in Style : Practical Projects to Show You Care (1996, als Eve Devereux)
- Dog Treats : Pamper Your Pooch to Prove You Care : Practical Projects to Pamper Your Pooch That Prove You Care (1996, als Eve Devereux)
- The Encyclopedia of Fantasy (1997, mit John Clute)
- Enchanted World : The Art of Anne Sudworth (2000, mit Anne Sudworth)
- Masters of Animation (2001)
- Walking New York : 20 Original Walks Exploring New York City (2001, mit George Spelvin, als Eve Devereux)
- Perceptualistics : Art by Jael (2002, mit Jael)
- Paper Tiger Fantasy Art Gallery (2002, als Paul Barnett)
- The Chesley Awards for Science Fiction and Fantasy Art : A Retrospective (2003, mit Elizabeth Humphrey und Pamela D. Scoville)
- Digital Art for the 21st Century : Renderosity (2004, mit Audre Vysniauskas)
- Faeries, and Other Fantastical Folk : The Faery Paintings of Maxine Gadd (2005)
- Discarded Science : Ideas That Seemed Good at the Time… (2006)
- Life-Size Dragons (2006)
- Animated Movies : Facts, Figures and Fun (2006)
- Noir Movies : Facts, Figures & Fun (2006)
- Sci-Fi Movies : Facts, Figures and Fun (2006)
- Beer : Facts, Figures and Fun (2006, als Paul Barnett)
- Cats : Facts, Figures and Fun (2006, als Eve Devereux)
- Love & Romance : Facts, Figures and Fun (2006, als Eve Devereux)
- Corrupted Science : Fraud, Ideology, and Politics in Science (2007, überarbeitet 2017)
- Bogus Science : Ideas That Fool Some of the People All of the Time (2009)
- The Life Business (2011)
- Warm Words & Otherwise : A Blizzard of Book Reviews (2011)
- Denying Science : Conspiracy Theories, Media Distortions, and the War Against Reality (2011)
- A Comprehensive Encyclopedia of Film Noir : The Essential Reference Guide (2013)
- Debunk It! : How to Stay Sane in a World of Misinformation (2014)
- Bullsh*t : How to Detect Junk Science, Bogus Claims, Whacky Theories, and General Human Stupidity (2014)
- Spooky Science : Debunking the Pseudoscience of the Afterlife (2015)
- Eureka! 50 Scientists Who Shaped the World (2016)

als Herausgeber
- The Encyclopedia of Science Fiction, 2nd edition (1993, mit John Clute und Peter Nicholls)

Other (as Paul Barnett)
- Planet Earth : An Encyclopedia of Geology (1977, mit A. Hallam and Peter Hutchinson, als Paul Barnett)
- Phaidon Concise Encyclopedia of Science and Technology (1978, mit John-David Yule, als Paul Barnett)

als Übersetzer
- Electric Children : Roots and Branches of Modern FolkRock (1976, als Paul Barnett)